# Cochiquito
Cochiquito je menší vulkanické pole nacházející se v argentinské provinicii Mendoza, na soutoku řek Rio Grande a Rio Barrancas. Pole je tvořeno centrálním stratovulkánem Cochiquito a satelitními struskovými kužely. Na jeho stavbě se podílely hlavně bazalty, v menší míře i andezity. Věk komplexu je odhadován na konec pleistocénu až holocén.